# Iskenderunski zaljev
Iskenderunski zaljev (turski: İskenderun Körfezi) zaljev je istočnog Sredozemlja ili Levantinskog mora. Leži pored južnih turskih pokrajina Adana i Hatay.

## Imena
Zaljev je dobio ime po obližnjem turskom gradu İskenderunu, antičkoj Alexandretti. Otprije je poznat i kao Isko more ili Iski zaljev (latinski: Mare Issicum ili Issicus Sinus, starogrčki: Ἰσσικὸς κόλπος). Herodot i Stefan iz Bizantija također bilježe naziv Miriandski zaljev (starogrčki: Μυριανδικὸς κόλπος), po obližnjem gradu Miriandu.  Od 9. do 12. stoljeća zaljev je bio poznat pod imenom Armenski zaljev (armenski: Հայկական ծոց).

## Geografija
Iskenderunski zaljev najistočniji je zaljev Sredozemnog mora. Nalazi se uz južnu obalu Turske, blizu granice sa Sirijom.

## Zagađenje
Oko zaljeva postoji mnogo teške industrije, uključujući pet tvornica cementa, deset tvornica čelika i tri elektrane na ugljen: İsken Sugözü, Atlas i Emba Hunutlu. Planine oko zaljeva hvataju zagađenje zraka,  ali budući da se mjerenja zagađenja s dimnjaka šalju vladi neobjavljeni, teško je raspodijeliti odgovornost za smrt i bolesti uzrokovane zagađenjem zraka u tom području. Voda je također zagađena kopnenim, pomorskim i stočarskim aktivnostima.